# Cantonul Condé-sur-l'Escaut
Cantonul Condé-sur-l'Escaut este un canton din arondismentul Valenciennes, departamentul Nord, regiunea Nord-Pas-de-Calais, Franța.

## Comune
- Condé-sur-l'Escaut (Konde) (reședință)
- Crespin
- Escautpont (Scheldebrug)
- Fresnes-sur-Escaut
- Hergnies
- Odomez
- Saint-Aybert
- Thivencelle
- Vicq
- Vieux-Condé